# キミと出逢ってから/微笑みをあげたい
「キミと出逢ってから / 微笑みをあげたい」（キミとであってから / ほほえみをあげたい）は、宮澤篤司とteam-Fの両A面シングル。2006年5月29日にフロンティアワークスから発売された。

## 概要
- テレビアニメ『プリンセス・プリンセス』のオープニングテーマとエンディングテーマを収録している。
- CDジャケットには、河野亨、四方谷裕史郎、豊実琴が描かれている。

## 収録曲
1. キミと出逢ってから
歌：宮澤篤司
作詞：宮澤篤司 / 作曲・編曲：コーニッシュ
テレビアニメ『プリンセス・プリンセス』オープニングテーマ
2. 微笑みをあげたい
歌：team-F
作詞：森由里子 / 作曲・編曲：陶山隼
テレビアニメ『プリンセス・プリンセス』エンディングテーマ
3. キミと出逢ってから（Original karaoke）
4. 微笑みをあげたい（Original karaoke）